# Ivan Devčić
Ivan Devčić (ur. 1 stycznia 1948 w Krasno) – chorwacki duchowny katolicki, arcybiskup Rijeki w latach 2000–2022.

## Życiorys
Wstąpił do seminarium duchownego w Rijece. Studiował także w Pazinie i w Rzymie, gdzie uzyskał tytuł doktora filozofii na Papieskim Uniwersytecie Gregoriańskim.
Święcenia kapłańskie otrzymał 28 czerwca 1975. Pracował przede wszystkim w seminarium w Rijece, którego był prorektorem (1980-1985) i rektorem (1985-2000). W 2000 został dziekanem miejscowego Instytutu Teologicznego.

### Episkopat
17 listopada 2000 papież Jan Paweł II mianował go biskupem ordynariuszem archidiecezji Rijeki. Sakry biskupiej udzielił mu kard. Josip Bozanić.
11 października 2022 papież Franciszek przyjął jego rezygnację z urzędu arcybiskupa metropolity, władzę w archidiecezji przejął po nim dotychczasowy koadiutor, ks. abp Mate Uzinić.